# 신안지
신안지(愼安之: 생몰년 미상)는 고려 중기의 문신이다. 자는 원로(元老)이다.

## 가족 관계
아버지 신수는 송나라에서 고려로 귀화한 사람이다.

## 이력
예종에서 인종 연간에 활동했던 사람이다.
아버지의 영향을 받아 자신도 의술에 밝았다.
수주(水州: 현 경기도 수원시)에서 지방관을 지냈다.
관직은 병부상서(兵部尙書)·삼사사(三司使)·판합문사(判閤門事)에 이르렀다.
중국어에 능통해 많은 외교문서를 작성했다.
1109년(예종 4년)에 송나라에 다녀온 적이 있다.

## 전기 자료
- 《고려사》 권97, 〈열전〉10, 유재 부 신안지